# Lonsee
Lonsee ist eine Gemeinde im Alb-Donau-Kreis in Baden-Württemberg.

## Geographie

### Geographische Lage
Lonsee liegt am Beginn des Lonetals auf der Schwäbischen Alb, etwa 15 km nordwestlich von Ulm und etwa zehn Kilometer südöstlich von Geislingen an der Steige.

### Nachbargemeinden
Die Gemeinde grenzt im Norden an Amstetten, im Osten an Weidenstetten, im Süden an Westerstetten und Dornstadt sowie im Westen an Nellingen. Alle Gemeinden liegen im Alb-Donau-Kreis.

### Gemeindegliederung
Zur Gemeinde gehören neben dem Kernort Lonsee die Teilorte Ettlenschieß, Luizhausen, Halzhausen, Radelstetten, Sinabronn und Urspring.

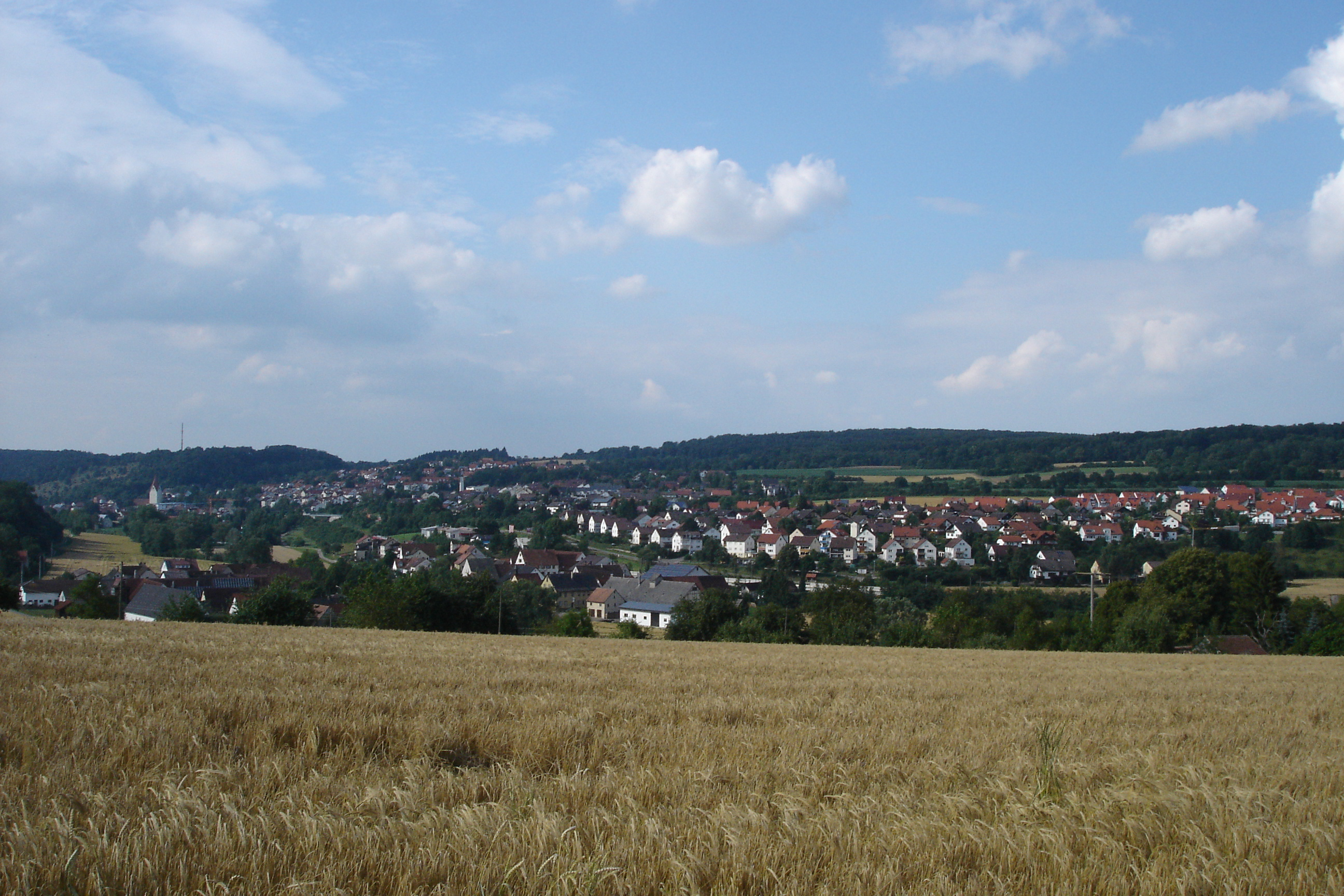
Lonsee (im Hintergrund) und der kleinere Ortsteil, Halzhausen, von Süden her gesehen.

### Schutzgebiete
In Lonsee liegen die Naturschutzgebiete Heiden in Lonsee und Amstetten und Salenberg. Einige Landschaftsteile auf dem Gemeindegebiet wurden als Landschaftsschutzgebiet Lonsee ausgewiesen. Die Stadt hat überdies Anteile am FFH-Gebieten Kuppenalb bei Laichingen und Lonetal. Der Salenberg ist auch als europäisches Vogelschutzgebiet ausgewiesen.

## Geschichte

### Vorgeschichte
Durch die Lage an einem Albübergang ist in Urspring eine Besiedlung seit dem Neolithikum nachweisbar. Noch älter sind die Funde aus der Haldensteinhöhle, die 1938 durch Gustav Riek untersucht worden ist. Bemerkenswert ist der Fund einer Blattspitze, die dem frühen Jungpaläolithikum, also der Zeit um 50.000 v. Chr. zuzuweisen ist. Die Haldensteinhöhle ist die westlichste der paläolithischen Fundstellen entlang des Lonetals.

### Römische Zeit

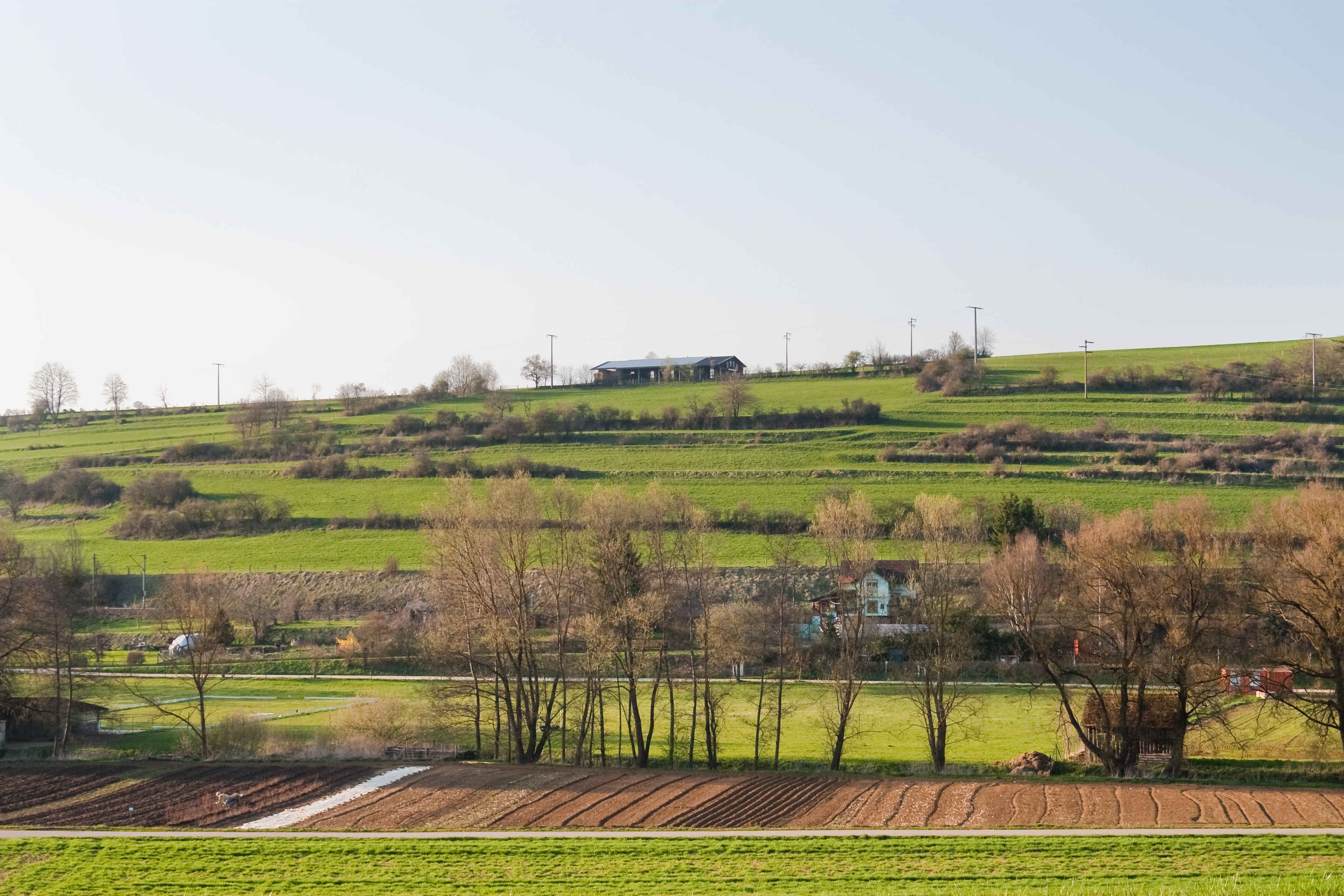
Blick von der gegenüberliegenden Hanglage auf das Kastell, das sich in dem eingefriedeten Bereich unterhalb des Gebäudes oben auf dem Hang befand

Oberhalb des Orts Urspring befindet sich das ehemalige römische Kastell Ad Lunam, ein Grenzkastell des so genannten Alblimes, dessen genauer Gründungszeitpunkt in der Archäologie noch diskutiert wird. Im Tal selbst erstreckte sich eine dazugehörende Zivilsiedlung (vicus), die in den vergangenen Jahren weitgehend unbeobachtet überbaut worden ist.

### Mittelalter
Bereits im Jahr 888 wurde Lonsee das erste Mal urkundlich erwähnt. Archäologische Funde bei Urspring zeigen aber bereits eine frühalamannische Besiedlung im 5. Jahrhundert und nachfolgend eine Besiedlung mindestens seit dem 7. Jahrhundert.
Lonsee gehörte im Hochmittelalter den Pfalzgrafen von Tübingen und später den Grafen von Helfenstein und war mit Mauern und Tortürmen befestigt. 1396 erwarb Ulm den Ort. Die Reichsstadt Ulm richtete in Lonsee ein Amt der Unteren Herrschaft ein.

### Neuzeit
1803 fiel Lonsee an das Kurfürstentum Bayern und 1810 mit dem Grenzvertrag zwischen Bayern und Württemberg an das Königreich Württemberg. Lonsee wurde dem Oberamt Ulm unterstellt. 1850 erfolgte mit dem Ausbau der Filstalbahn über die Geislinger Steige bis Ulm der Anschluss an das Streckennetz der Württembergischen Eisenbahn.

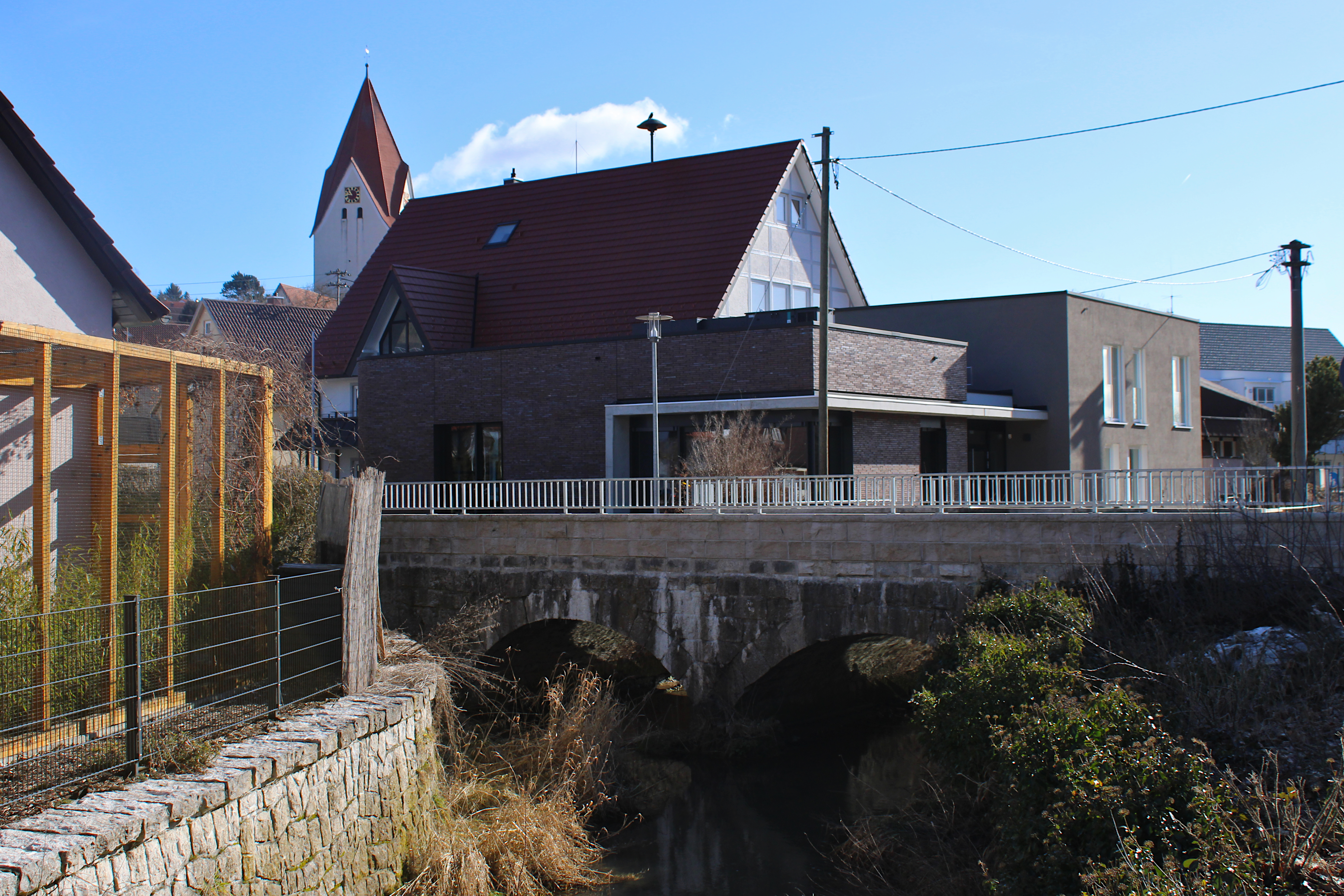
Gemeindeverwaltung Lonsee mit der Lone im Vordergrund, Februar 2022

Bei der Kreisreform während der NS-Zeit in Württemberg 1938 gelangte Lonsee an den Landkreis Ulm. 1945 wurde der Ort Teil der Amerikanischen Besatzungszone und gehörte somit zum neu gegründeten Land Württemberg-Baden, das 1952 im jetzigen Bundesland Baden-Württemberg aufging. Durch die Kreisreform in Baden-Württemberg kam Lonsee 1973 zum Alb-Donau-Kreis.

## Ortsteile

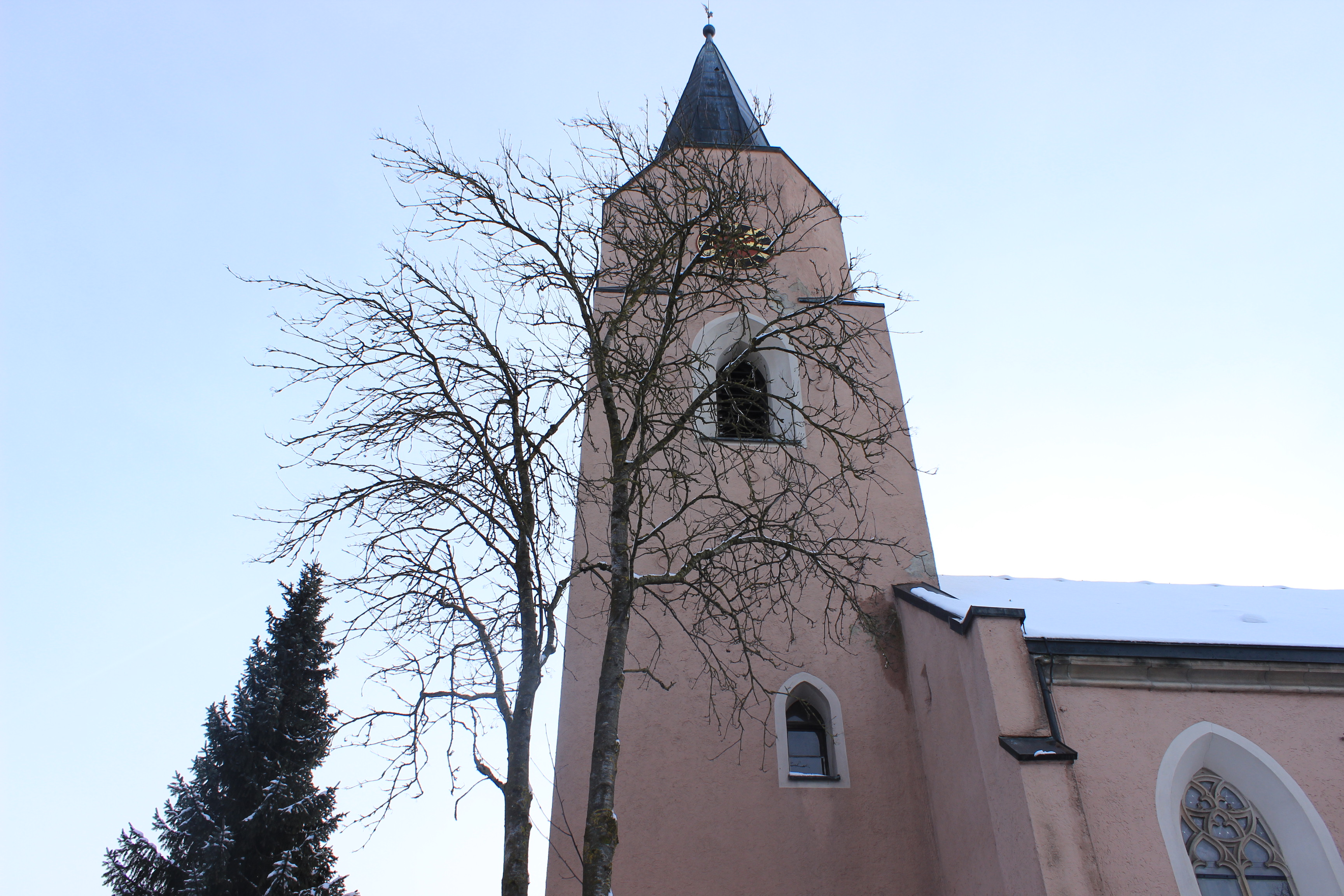
Die evangelische Johanneskirche in Urspring.

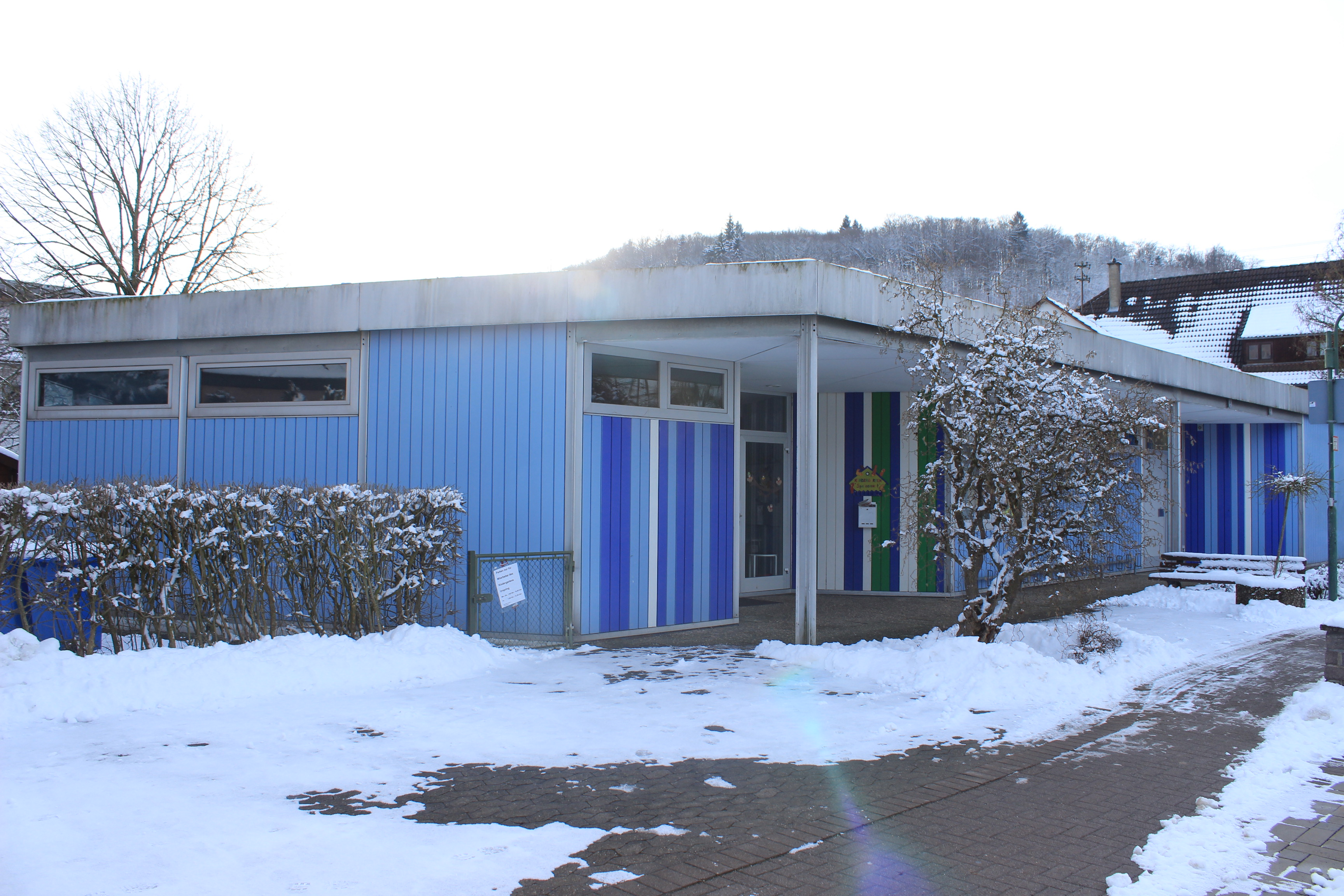
Der Kindergarten „Spatzennest“ in Urspring

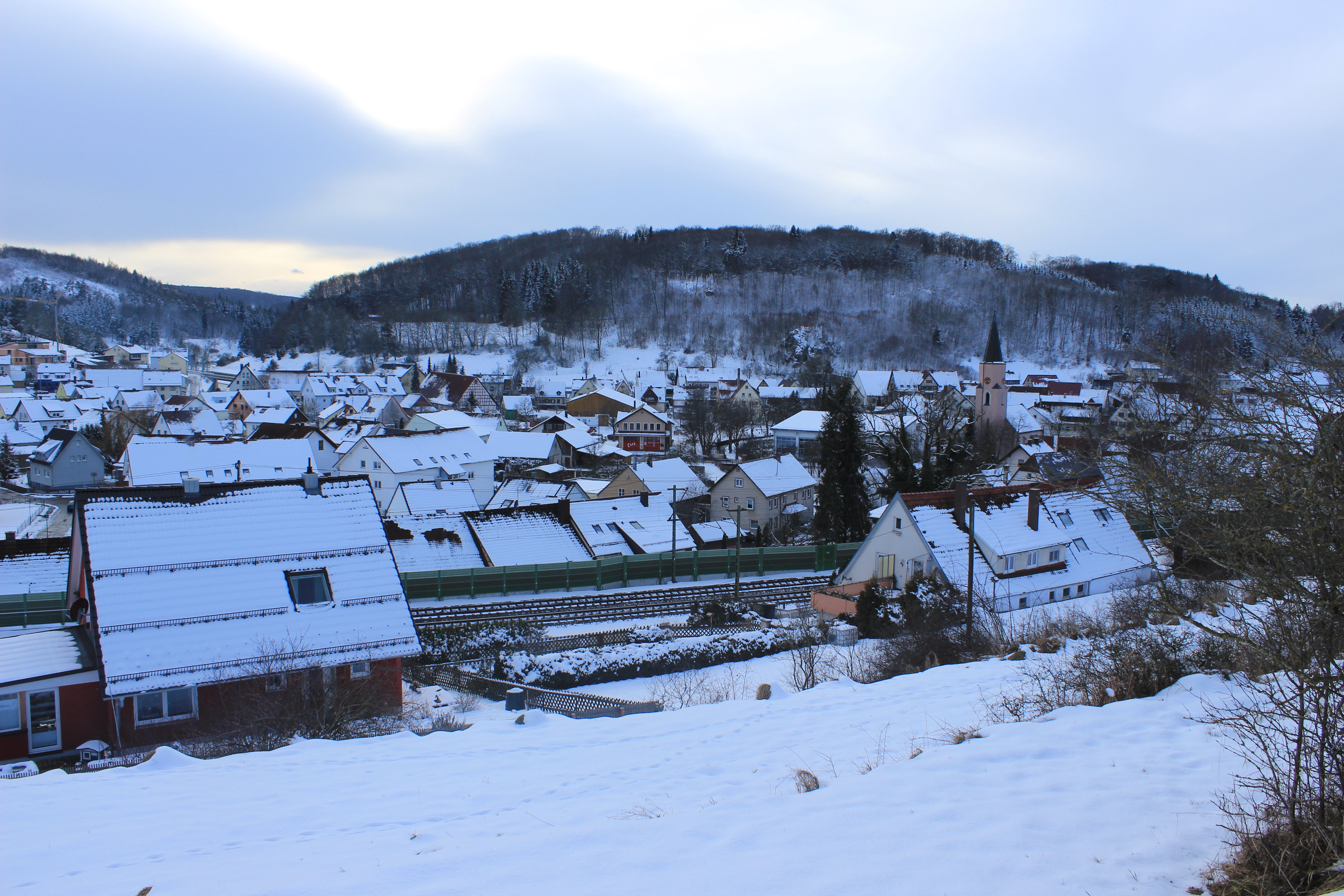
Urspringer Winterlandschaft

### Urspring
| Wappen |

Urspring ist nach dem Kernort Lonsee der größte Ortsteil. Es wurde erstmals 1108 als Urspringam erwähnt, um 1255 als Urspringe. Der Name bedeutet „Siedlung an der Quelle“. Die Lone entspringt dort in einem, im Vergleich zum Blautopf, kleinen Quelltopf, der 6 m tief ist und einen Durchmesser von 10 m hat.
Nordöstlich der Ortsmitte auf dem „Herberg“ befand sich im 1./2. Jahrhundert n. Chr. ein römisches Kohortenkastell sowie ein zugehöriger Vicus. Der Name der Siedlung ist aus dem archäologischen Befund nicht direkt belegt, die Identifikation mit dem in der Tabula Peutingeriana erwähnten Ad Lunam liegt aber durch die Bedeutung des Namens nahe. Der lateinische Ortsname „Ad Lunam“ leitet sich nicht vom Lateinischen „Luna“ (der Mond) her, sondern bezieht sich auf die latinisierte Form des Flussnamens „Lone“, bedeutet also etwa so viel wie „Bei der Lone“. Der Ort hatte in römischer Zeit als Teil des Alblimes und Station der Römerstraße Mainz-Augsburg strategische Bedeutung. Die Römer nutzen die Lonequelle ebenso, wie die günstige Lage des Ortes am Albaufstieg.
Am östlichen Ortsrand und südlich des heutigen Ortes gefundene alamannische Siedlungsreste zeigen Urspring als eine der frühesten Siedlungen im oberen Lonetal. Eine Siedlungskontinuität seit römischer Zeit ist jedoch nicht belegbar. Urspring gehörte im Hochmittelalter zur Grafschaft Helfenstein. 1382 wurde der Ort an Ulm verpfändet und 1396 verkauft. In der Zeit der Zugehörigkeit zur Reichsstadt Ulm gehörte Urspring zum Amt Lonsee.
1803 fiel Urspring an Bayern und 1810 an Württemberg. Der Ort wurde dem Oberamt Ulm unterstellt. Seit 1938 gehörte Urspring zum Landkreis Ulm.
Urspring hat 880 Einwohner (Stand: 31. Dezember 2018).

### Halzhausen
| Wappen | Halzhausen ist ein kleiner Ortsteil mit 607 Einwohnern (Stand: 31. Dezember 2018), der direkt an den Hauptort Lonsee anschließt. Halzhausen wird erstmals zusammen mit Lonsee 1108 als Halhusam, etwas später als Aleshusen (Chroniken 1521) und erst 1382 urkundlich als Halshusen, genannt. Der Name bedeutet „Siedlung des Hadulf“. Die Siedlung ist wahrscheinlich von Lonsee aus entstanden, mit dem sie herrschaftlich wie kirchlich stets in enger Verbindung blieb. Noch heute gehört Halzhausen zur Kirchengemeinde Lonsee. Anfang des 12. Jahrhunderts bestand der Ort wahrscheinlich nur aus ein oder zwei Höfen, die später geteilt wurden, was so zur Ansiedlung mehrerer Höfe führte. 1802 bestand Halzhausen aufgrund der Bevölkerungsentwicklung bereits aus 24 Wohnhäusern und einem Wirtshaus. 1803 fiel Halzhausen an Bayern und 1810 an Württemberg. Der Ort wurde dem Oberamt Ulm unterstellt. Seit 1938 gehörte Halzhausen zum Landkreis Ulm. Halzhausen wurde zum 1. April 1972 im Zuge der Gemeindereform nach Lonsee eingemeindet. |

### Ettlenschieß
| Wappen | Ettlenschieß liegt nördlich von Lonsee, hat 488 Einwohner (Stand: 31. Dezember 2018) und liegt direkt am berühmten Jakobsweg (Pilgerweg nach Santiago de Compostela). Der Ort gehörte zur Herrschaft Albeck. Er wurde mit der Herrschaft Albeck von den Grafen von Werdenberg 1385 an die Reichsstadt Ulm verkauft. 1803 fiel Ettlenschieß an Bayern und 1810 an Württemberg. Der Ort wurde dem Oberamt Ulm unterstellt. Seit 1938 gehörte Ettlenschieß zum Landkreis Ulm. Der Ort wurde am 1. April 1972 nach Lonsee eingemeindet. |

### Luizhausen
| Wappen | Luizhausen liegt an der alten Fern- und Poststraße von Wien nach Paris. Da der Ort genau in der Mitte zwischen den beiden wichtigen Städten liegt, war es eine wichtige Poststation, in der alte, müde Pferde gegen neue Pferde für die weitere Reise eingetauscht wurden. Im Mittelalter waren die Herren von Westerstetten im Besitz des Ortes als Lehensmänner der Grafschaft Helfenstein und der Grafschaft Württemberg. 1485 fielen die Herrschaftsrechte und der Grundbesitz in Luizhausen durch Verkauf an die Reichsstadt Ulm. Im Zuge der Mediatisierung kam Luizhausen 1803 an Bayern und 1810 an Württemberg. Luizhausen wurde dem Oberamt Ulm unterstellt und gehörte seit 1938 zum Landkreis Ulm. Heute liegt Luizhausen an der Bundesstraße 10, der Nachfolgerin der alten Poststrasse. Nach jahrelangem Streit existiert seit 2006 eine Umgehungsstraße, sodass der Verkehr der B10 nicht mehr mitten durch den Ort geführt werden muss. Am 1. April 1972 wurde Luizhausen im Zuge der Gemeindereform nach Lonsee eingemeindet. In Luizhausen wohnen 342 Menschen (Stand: 31. Dezember 2018). Akkordeonspieler aus ganz Deutschland kennen Luizhausen, weil dort Hans Hemgesberg, einer der wenigen Akkordeonbauer Deutschlands, in seiner Werkstatt Akkordeons baute und reparierte. |

### Radelstetten
| Wappen | Radelstetten ist der zweitkleinste Ortsteil von Lonsee mit 193 Einwohnern (Stand: 31. Dezember 2018). Radelstetten wurde erstmals 1275 als „Radolfstetten“ und 1319 als „Ratolfstetten“ genannt. Der Name bedeutet „Siedlung des Radolf“. Das Dorf bestand zunächst aus einem größeren und drei fast gleich großen Höfen. Trotz der Kleinheit des Dorfes hatte Radelstetten schon 1275 eine eigene Kirche. Die Häuserzahl stieg bis zum späten Mittelalter auf 14 und im 18. Jahrhundert auf 16. Radelstetten gehörte zur Herrschaft der Grafen von Helfenstein, gelangte aber wegen derer Verschuldung im 14. Jahrhundert an finanzstarke Ulmer Bürger. Die Stadt Ulm gliederte Radelstetten dem Amt Scharenstetten an. Im Dreißigjährigen Krieg wurde der Ort wiederholt ausgeplündert, und die Pest brach aus. Viele Einwohner flohen nach Ulm. Die Einwohnerzahl ging stark zurück, und als 1635 der letzte Radelstetter Pfarrer an der Pest starb, wurde die Gemeinde als Filiale der Pfarrei Scharenstetten zugeschlagen. Seither wird Radelstetten vom Scharenstetter Pfarrer betreut. Mit dem Amt Scharenstetten kam Radelstetten 1772 an das Amt Bermaringen. 1803 fiel Radelstetten an das Kurfürstentum Bayern, 1810 an das Königreich Württemberg und wurde nun dem Oberamt Blaubeuren unterstellt. 1871 kam es zur Gründung der Albwasserversorgung, wodurch Radelstetten an die Wasserversorgung angeschlossen wurde. 1898 wurde die Molkereigenossenschaft gegründet, die Ende der 60er Jahre von den Milchwerke Schwaben übernommen wurde. 1912 trat Radelstetten dem Bezirksverband Oberschwäbischer Elektrizitätswerke bei, wodurch 1914 elektrischer Strom zur Verfügung stand. Die dadurch mögliche wirtschaftliche Entwicklung wurde durch die Folgen der beiden Weltkriege mit insgesamt 23 Todesopfern zunichtegemacht. 1938 kam Radelstetten zum Landkreis Ulm. Am 1. Januar 1975 wurde Radelstetten der Gemeinde Lonsee zugeordnet. |

### Sinabronn

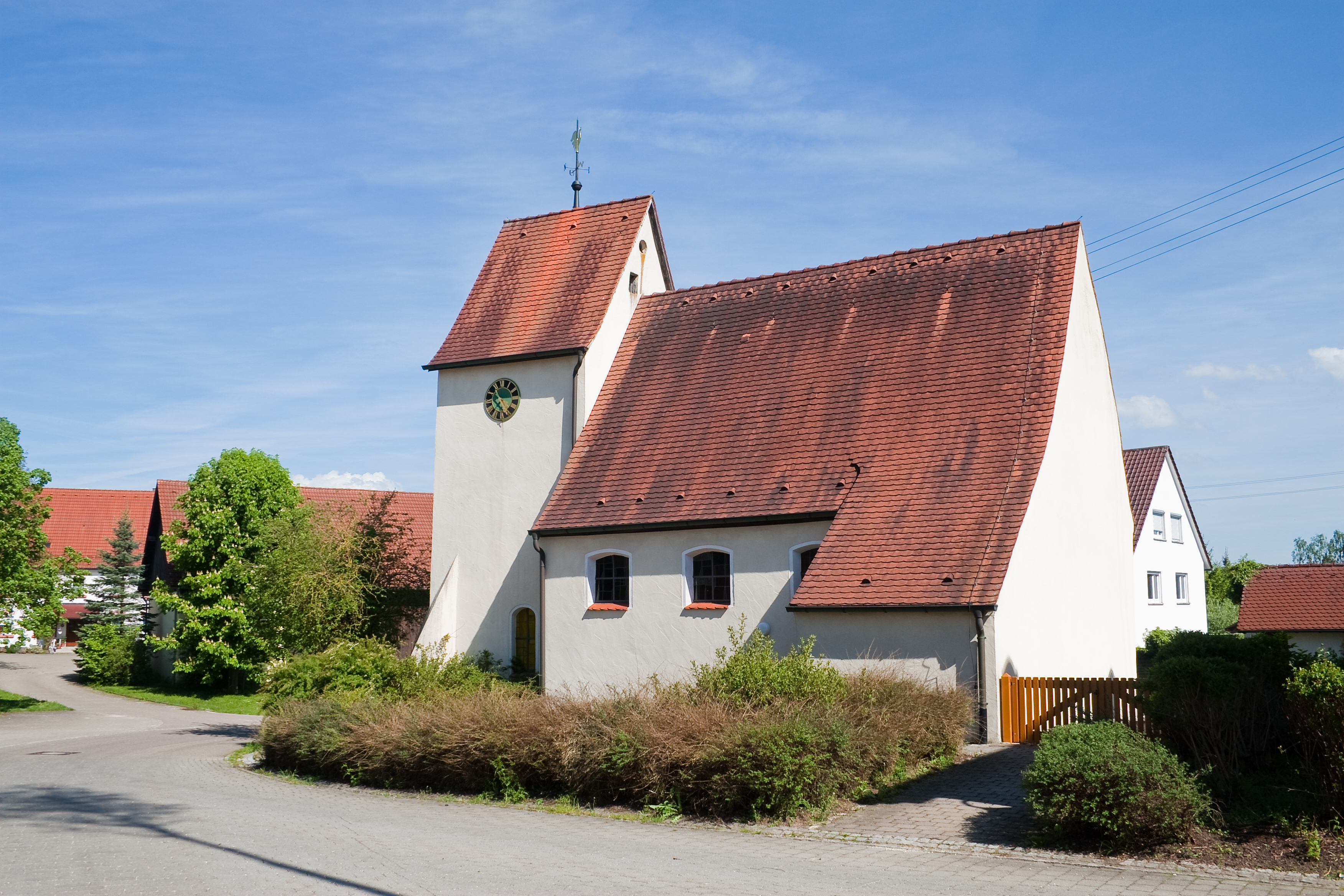
Die aus dem 15. Jahrhundert stammende evangelische Jakobuskirche in Sinabronn gehört zu den Pilgerstationen des fränkisch-schwäbischen Jakobswegs.

Sinabronn ist der kleinste Ortsteil von Lonsee mit nur 140 Einwohnern (Stand: 31. Dezember 2018). Der Ort ist in der jüngeren Ausbauzeit entstanden (1377 Zinebrunnen, 1415 Synabrunnen). Der Name bedeutet entweder „Bei der Quelle des Sina“ oder „An der ständig fließenden Quelle“. Für die letztere Deutung würde sprechen, dass Sinabronn wirklich einen Brunnen besaß, der in einem gemeindeeigenen Brunnengärtlein bei der Zehntscheune in Richtung Ettlenschieß lag. Mit dem Erwerb 1534 bzw. 1568 Sinabronns durch Ulm erlangte die Stadt Ulm die alleinige Herrschaft über den Ort. Sie unterstellte daraufhin Sinabronn dem Amt Ettlenschieß; als dieses 1774 aufgehoben wurde, fiel es mit ihm an das Amt Lonsee. 1803 kam der Ort an Bayern und 1810 an Württemberg und wurde dem Oberamt Ulm unterstellt.

## Religionen
Nach dem Zweiten Weltkrieg kamen die ersten Katholiken nach Lonsee. Bis 1957 waren rund 600 Heimatvertriebene zugezogen. Deshalb wurde in Lonsee im Juli desselben Jahres eine Seelsorgestelle errichtet, damit die Katholiken nicht weiterhin von Ulm und von Westerstetten aus seelsorgerisch begleitet werden mussten. 1959 wurde mit dem Bau einer Kirche samt Gemeindesaal und eines Pfarrhauses begonnen, die am 22./23. Mai 1960 eingeweiht wurden. Heute umfasst die Gemeinde ca. 1250 Katholiken.
Seit Januar 2001 bildet die Kirchengemeinde Maria Königin in Lonsee eine Seelsorgeeinheit mit der Kirchengemeinde St. Martin in Westerstetten.

## Politik

### Verwaltungsverband
Lonsee ist Sitz des Abwasserzweckverbands „Oberes Lonetal“, der im Ortsteil Halzhausen eine Sammelkläranlage für die Gemeinden Lonsee, Amstetten und Nellingen betreibt.

### Bürgermeister
Bürgermeister der Gemeinde Lonsee ist seit 2007 Jochen Ogger. Zuvor war Günther Mack ab 1971 Bürgermeister. Ogger wurde im April 2015 mit 98,8 Prozent der Stimmen und im März 2023 mit 97,9 Prozent der Stimmen im Amt bestätigt.

### Gemeinderat
Die Kommunalwahl am 9. Juni 2024 in Lonsee führte zu folgendem amtlichen Endergebnis. Die Wahlbeteiligung lag bei  66,0 % (2019: 65,6 %). Der Gemeinderat besteht aus den gewählten ehrenamtlichen Gemeinderäten und dem Bürgermeister als Vorsitzendem. Der Bürgermeister ist im Gemeinderat stimmberechtigt.
Durch Ausgleichsmandate, bedingt durch die Unechte Teilortswahl, besteht der Gemeinderat seither aus 21 Mitgliedern (Normalzahl: 18).
| Partei oder Wählervereinigung        | 2024    | 2024  | 2019    | 2019  |
| Partei oder Wählervereinigung        | Stimmen | Sitze | Stimmen | Sitze |
| CDU                                  | 33,9    | 7     | 27,9 %  | 7     |
| Unabhängige Wählergemeinschaft (UWG) | 20,7    | 4     | 26,1 %  | 6     |
| Bürgerliste (BL)                     | 32,2    | 7     | 26,9 %  | 6     |
| Bündnis 90/Die Grünen                | 13,2    | 3     | 19,2 %  | 5     |

### Wappen
Blasonierung des 1922 verliehenen Wappens: In Blau eine kreisförmig gekrümmte, mit dem Kopf nach heraldisch rechts schnellende, rotgepunktete silberne Forelle.

### Partnerschaften
Lonsee unterhält partnerschaftliche Beziehungen zu
- Chabris in Frankreich seit 1978
- Kingskerswell in Großbritannien seit 1989

## Infrastruktur

### Verkehr
Durch eine Alltagsroute aus dem Radnetz Baden-Württemberg ist Lonsee über Amstetten mit Geislingen an der Steige und in der anderen Richtung über Westerstetten und Beimerstetten mit Ulm verbunden. Der Albtäler-Radweg führt als Landes-Fernradweg durch Lonsee; es handelt sich um einen Rundkurs zwischen Römerstein und Giengen an der Brenz.

## Persönlichkeiten

### In Lonsee geboren
- Heinrich Stooß (1896–1971), geboren in Radelstetten, Landtagsabgeordneter, Bundestagsabgeordneter, erster Minister für Ernährung und Landwirtschaft des Landes Württemberg-Baden
- Christian Leibing (1905–1997), geboren in Radelstetten, Landwirt, Landtagsabgeordneter, Bundestagsabgeordneter
- Peter Wilhelm Stahl (1913–2001), Pilot und Luftfahrtautor
- Fritz Frey (1914–1984), geboren in Urspring, Ingenieur, Landtagsabgeordneter

### Mit Lonsee verbunden
- Heiko Bellmann (1950–2014), Zoologe und Buchautor, lebte in Lonsee
- Eberhard Leibing (* 1940), politischer Beamter, lebt in Radelstetten